# 노스웨스트 대학교

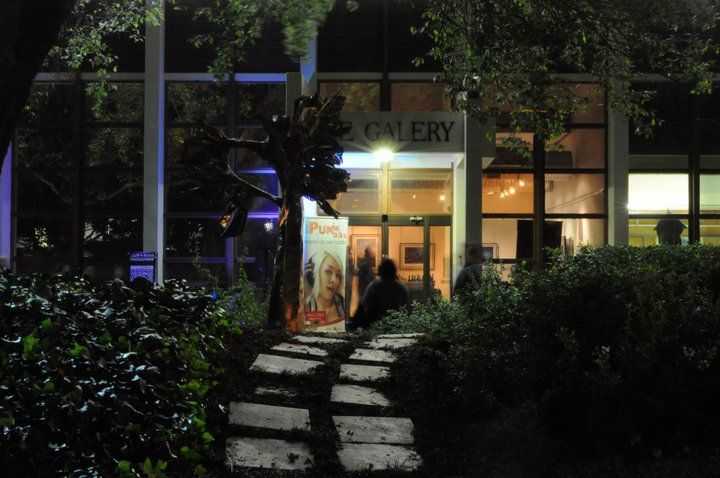
대학교 박물관

노스웨스트 대학교(North-West University, NWU)는 남아프리카 공화국의 포체프스트룸, 마히켕, 반더베일파크에 세 개의 캠퍼스를 두고 있는 국립 연구형 대학교이다. 2004년에 두 대학의 통합을 통해 설립되었는데, 하나는 1869년에 설립된 역사가 깊은 대규모 대학인 포체프스트룸 기독교 고등교육 대학교로, 반더베일파크에도 분교를 두고 있었다. 다른 하나는 노스웨스트 대학교(이전 명칭: 보푸타츠와나 대학교)였다. 통합 이후 노스웨스트 대학교는 남아프리카 공화국에서 가장 큰 대학 중 하나가 되었으며, 전일제 및 원격 교육을 포함한 학생 수로는 국내 3위를 차지하게 되었다. 노스웨스트 대학교는 국내, 아프리카 대륙, 그리고 전 세계적으로 상위권 대학 중 하나로 평가받고 있다.

## 캠퍼스
- 마히켕 캠퍼스
- 포체프스트룸 캠퍼스(주 캠퍼스)
- 반더베일파크 캠퍼스

## 학과

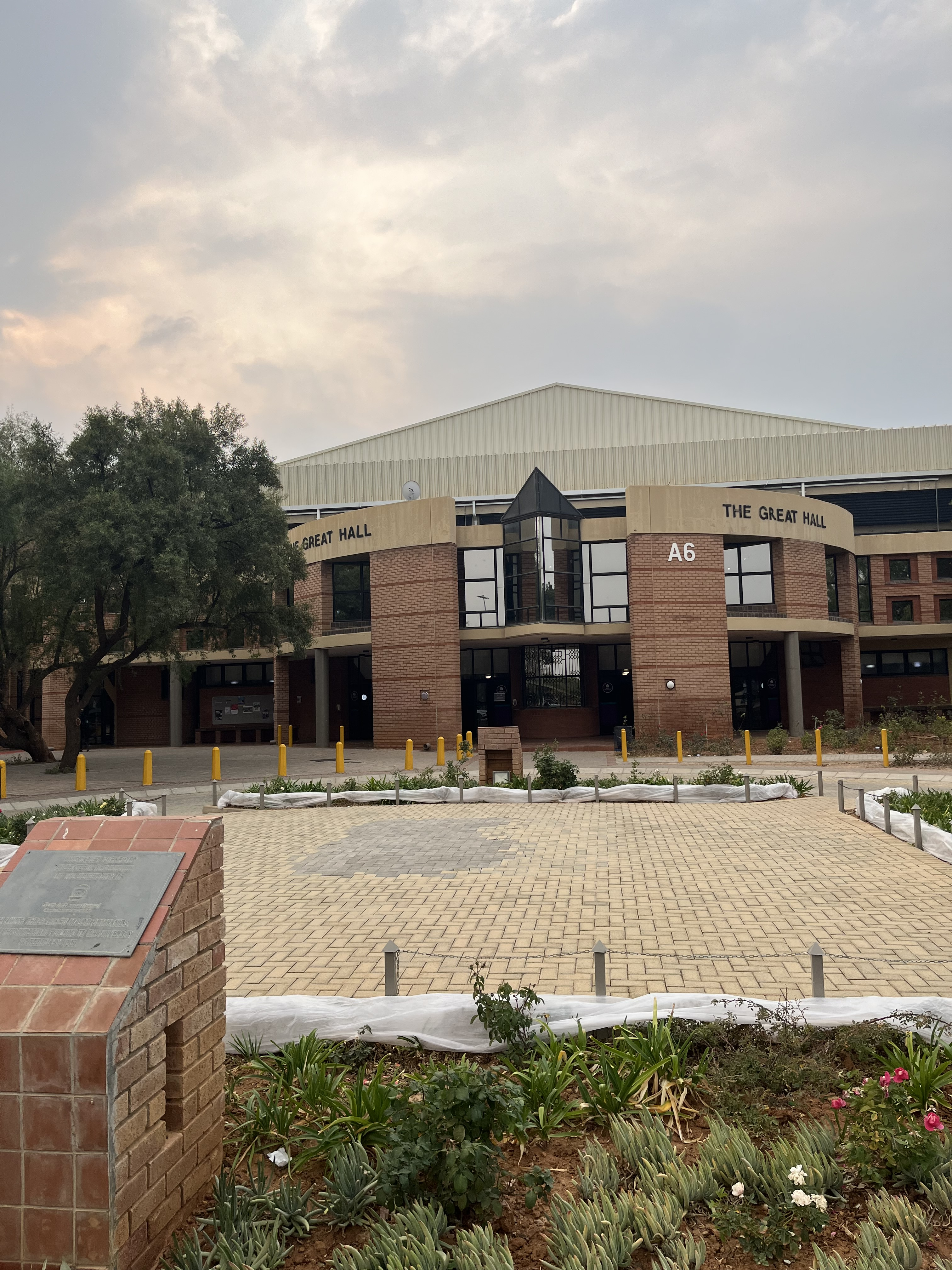
노스웨스트 대학교 마히켕 캠퍼스의 그레이트 홀

이 대학교는 다음과 같은 8개의 학부로 구성되어 있다.
- 경제경영과학부
  - 회계학과
  - 경영 및 거버넌스학과(경영대학원)
  - 경제학과
  - 산업심리학 및 인적자원관리학과
  - 경영학과
  - 관광학과
- 교육학부
  - 언어교육학과
  - 심리사회교육학과
  - 전문교육학과
  - 수학, 과학 및 기술교육학과
  - 상업 및 사회연구교육학과
- 공학부
  - 화학 및 광물공학과
  - 전기, 전자 및 컴퓨터공학과
  - 기계 및 원자력공학과
  - 산업공학과
- 보건과학부
  - 인체운동과학과
  - 아동운동학과
  - 약학과
  - 심리사회보건학과
  - 생리학과
  - 소비자과학과
  - 영양학과
  - 산업위생학과
  - 간호학과
- 인문학부
  - 커뮤니케이션학과
  - 정부학과
  - 언어학과
  - 음악학과
  - 철학과
  - 사회과학과
- 법학부
  - 상법학과
  - 공법학과
  - 사법학과
- 자연 및 농업과학부
  - 물리 및 화학과학과
  - 생물과학과
  - 지리 및 공간과학과
  - 농업과학과
  - 수학 및 통계과학과
  - 컴퓨터과학 및 정보시스템학과
  - 경영수학 및 통계학과
  - 토착지식체계학과
- 신학부
  - 기독교 목회 및 리더십학과
  - 고대언어 및 텍스트연구학과
  - 개혁신학연구단